# March West

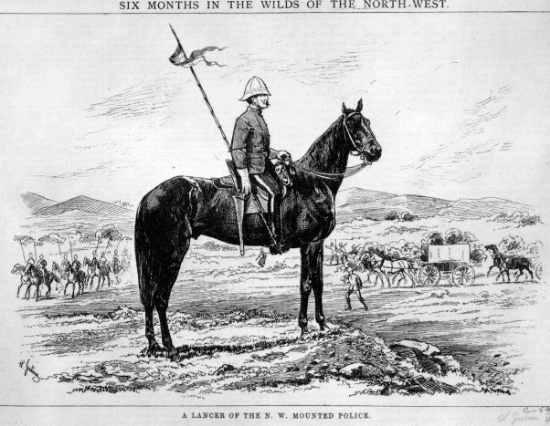
Montado policial em 1874, retratado por Henri Julien

O North-West Mounted Police (NWMP) fez a sua primeira viagem para o Canadá campinas, em Março de Oeste, entre 8 de julho e 9 de outubro de 1874. A força foi implantado no Alberta fronteira, em resposta ao Cypress Hills Massacre e a insegurança de um Estados Unidos da intervenção militar. O seu mal planejado e árdua jornada de cerca de 900 milhas (1 400 km) tornou-se conhecido como o "Março Oeste" e mais tarde foi retratado pela força como uma jornada épica de resistência.

## Fundo

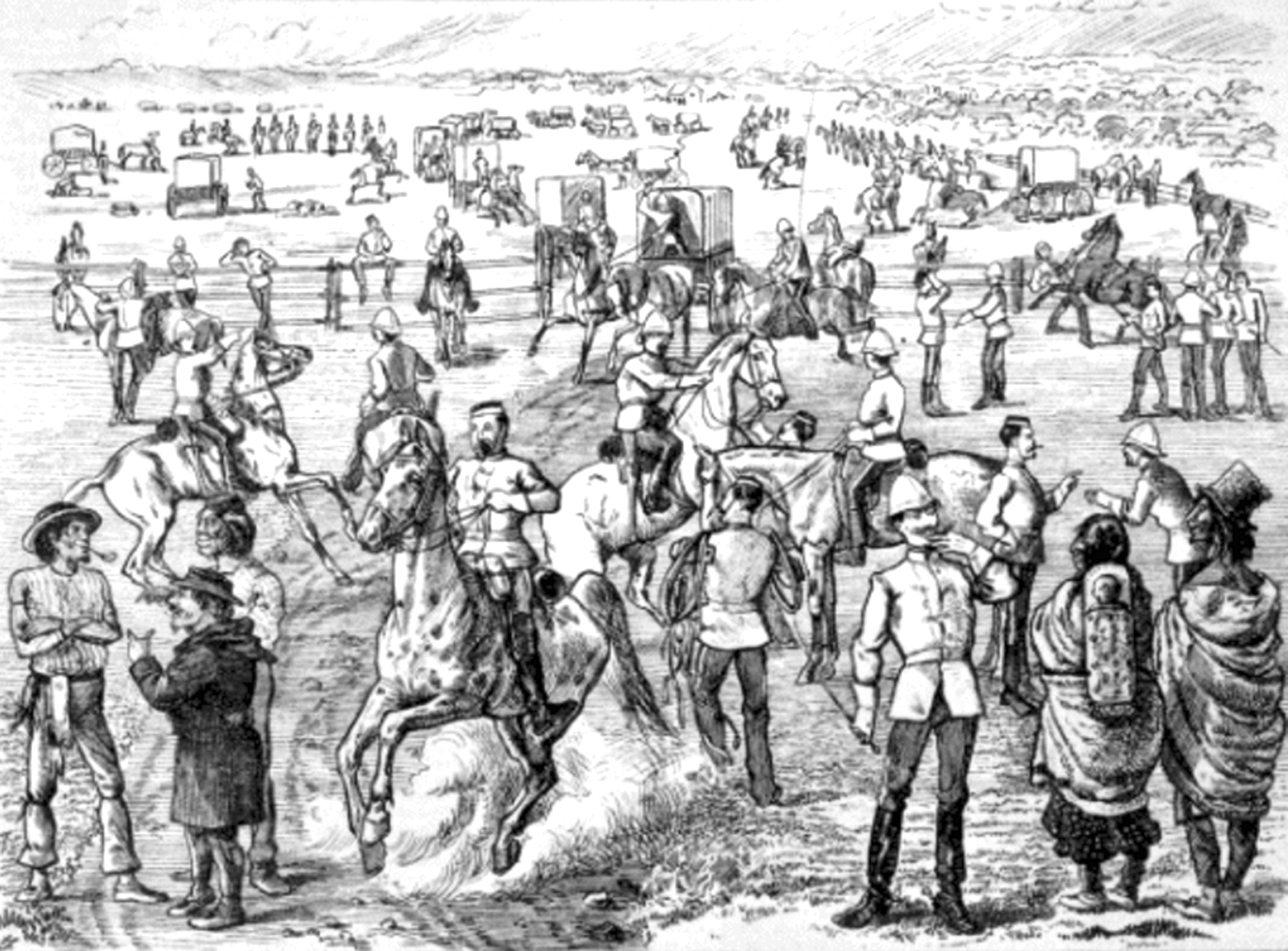
Polícia montada preparando-se para sair Fort Dufferin em 1874, retratado por Henri Julien

Sir John Macdonald adquiridos aprovação para seu novo vigor em 23 de Maio de 1873, depois que o Parlamento, depois de um breve debate, passaram a Polícia Montada Agir em lei, sem oposição. neste ponto, Macdonald parece ter a intenção de criar uma força de polícia montada para assistir "a fronteira de Manitoba para o pé das Montanhas Rochosas", provavelmente com a sua sede em Winnipeg. Ele foi fortemente influenciado pelo modelo da Royal Irish Constabulary, que combinava aspectos de uma tradicional unidade militar com as funções judiciais do tribunal de polícia, e acredita-se que a nova força deve ser capaz de fornecer um sistema local de governo, em caso contrário, bravias áreas. Macdonald tinha originalmente também queriam formar unidades de Métis policiais, comandados por brancos Canadenses, oficiais de forma semelhante ao Exército Britânico na índia, mas ele foi forçado a abandonar esta abordagem após a Métis revolta de 1870 chamado de sua fidelidade em questão.